# هیریما ۱۹۹۹
سیارک ۱۹۹۹ (به انگلیسی: 1999 Hirayama، نامگذاری:1973DR) هزار و نهصد و نود و نهمین سیارک کشف شده‌است که در ۲۷ فوریه ۱۹۷۳ کشف شد.
قدر مطلق سیارک برابر ۱۰٫۶۰ است.